# Pierre-André de Chalendar
 (septembre 2022).
La mise en forme du texte ne suit pas les recommandations de Wikipédia : il faut le « wikifier ».
Les points d'amélioration suivants sont les cas les plus fréquents. Le détail des points à revoir est peut-être précisé sur la page de discussion.
- Les titres sont pré-formatés par le logiciel. Ils ne sont ni en capitales, ni en gras.
- Le texte ne doit pas être écrit en capitales (les noms de famille non plus), ni en gras, ni en italique, ni en « petit »…
- Le gras n'est utilisé que pour surligner le titre de l'article dans l'introduction, une seule fois.
- L'italique est rarement utilisé : mots en langue étrangère, titres d'œuvres, noms de bateaux, etc.
- Les citations ne sont pas en italique mais en corps de texte normal. Elles sont entourées par des guillemets français : « et ».
- Les listes à puces sont à éviter, des paragraphes rédigés étant largement préférés. Les tableaux sont à réserver à la présentation de données structurées (résultats, etc.).
- Les appels de note de bas de page (petits chiffres en exposant, introduits par l'outil «  Source ») sont à placer entre la fin de phrase et le point final[comme ça].
- Les liens internes (vers d'autres articles de Wikipédia) sont à choisir avec parcimonie. Créez des liens vers des articles approfondissant le sujet. Les termes génériques sans rapport avec le sujet sont à éviter, ainsi que les répétitions de liens vers un même terme.
- Les liens externes sont à placer uniquement dans une section « Liens externes », à la fin de l'article. Ces liens sont à choisir avec parcimonie suivant les règles définies. Si un lien sert de source à l'article, son insertion dans le texte est à faire par les notes de bas de page.
- La présentation des références doit suivre les conventions bibliographiques. Il est recommandé d'utiliser les modèles {{Ouvrage}}, {{Chapitre}}, {{Article}}, {{Lien web}} et/ou {{Bibliographie}}. Le mode d'édition visuel peut mettre en forme automatiquement les références.
- Insérer une infobox (cadre d'informations à droite) n'est pas obligatoire pour parachever la mise en page.

Pour une aide détaillée, merci de consulter Aide:Wikification.
Si vous pensez que ces points ont été résolus, vous pouvez retirer ce bandeau et améliorer la mise en forme d'un autre article.
Pierre-André de Chalendar, né le 12 avril 1958 à Vichy (Allier), est un chef d'entreprise français, ancien inspecteur des finances.
Il est président-directeur général du groupe Saint-Gobain depuis le 3 juin 2010 et son directeur général depuis juin 2007. A compter du 1er juillet 2021, il devient président non-exécutif du groupe et il cède la direction générale à son adjoint, Benoît Bazin.

## Biographie

### Origines et vie familiale
Pierre-André de Chalendar est marié, et père de quatre enfants. Il est le fils de Jacques de Chalendar (1920-2015), inspecteur des finances, et de Nicole de Ribains (1928-1985).

### Formation
Après une classe préparatoire au lycée Carnot, il intègre l’École supérieure des sciences économiques et commerciales (ESSEC), dont il sort diplômé en 1979. Pierre-André de Chalendar poursuit sa formation par un cursus à l’École nationale d’administration (ENA), jusqu’en 1983 (promotion Solidarité).

### Carrière

#### Administration
Pierre-André de Chalendar commence sa carrière à l’Inspection générale des finances (IGF) de 1983 à 1987.
Il est chargé de mission de 1987 à 1988 puis adjoint au directeur (de 1988 à 1989) à la direction générale de l'Énergie et des Matières premières du ministère de l’Industrie et de l’Aménagement du territoire.

#### Saint-Gobain
Le 1er octobre 1989, il entre à la compagnie de Saint-Gobain comme directeur du plan. Jusqu'en 2005, il est successivement : 
- directeur du plan, de 1989 à 1992 ;
- corporate vice president de Saint-Gobain Corp. (États-Unis) et directeur général de Norton Abrasifs Europe, de 1992 1996 ;
- directeur de la branche « abrasifs » et président-directeur général de Norton SA, de 1996 à 2000 ;
- délégué général « Grande-Bretagne et Irlande » et directeur général de Meyer International, de 2000 à 2003 ;
- directeur général adjoint chargé de la branche distribution « bâtiments », 2003 à 2005 ;
- président de British Plaster Board en 2005[4].

En 2005, Pierre-André de Chalendar est nommé directeur général délégué de la compagnie Saint-Gobain. Il en devient administrateur en 2006 en plus de ses fonctions de directeur général délégué et est finalement nommé directeur général de la société en 2007.
Le 3 juin 2010, il est nommé par le conseil d'administration de la compagnie Saint-Gobain, président-directeur général du groupe, à l'issue de l'assemblée générale des actionnaires, succédant ainsi à Jean-Louis Beffa.
Il fait des économies d'énergie un axe stratégique majeur pour Saint-Gobain.
En 2015, il annonce vouloir racheter l'entreprise suisse Sika, ce qui provoque des craintes au sein des syndicats du groupe quant à de possibles plans sociaux.
Le 18 décembre 2013, Pierre-André de Chalendar est classé 13e patron du CAC 40 en matière de performances par Challenges.
Il est par ailleurs convaincu que les entreprises ont un rôle majeur à jouer dans la lutte contre le réchauffement climatique. Il en fait l'objet d'un livre, en 2015, peu avant les accords de la COP 21 à Paris.
En avril 2020, dans le contexte de la pandémie, il annonce qu'il versera, avec Benoît Bazin, 15 % de son salaire aux hôpitaux d'Ile-de-France.
À compter du 1er juillet 2021, il quitte la direction générale de l'entreprise et devient président non-exécutif du groupe, cédant ainsi la direction générale à son adjoint, Benoît Bazin . Il touche une retraite-chapeau d’environ 386 000 euros annuels, qui s’ajoute à son revenu annuel fixe de 400 000 euros en qualité de président du conseil.

## Décorations et prix
- Officier de la Légion d'honneur
- Chevalier de l'ordre national du Mérite

## Fonctions et mandats sociaux
Pierre-André de Chalendar est actuellement président-directeur général de la compagnie de Saint-Gobain.  
Il a aussi été administrateur de Veolia Environnement jusqu'en avril 2015 et est administrateur de la banque BNP Paribas.
Il est vice-président de l’Association Française des Entreprises pour l’Environnement (EpE), qu’il présida de 2012 à 2015.
Depuis janvier 2023, Pierre-André de Chalendar est président de l'Institut de l'Entreprise.

## Publications
- Ouvrage collectif, La France et ses multinationales, sous la direction de Laurent Faibis, Xerfi, 18 janvier 2011[19].

- Pierre-André de Chalendar, Notre combat pour le climat. Un monde décarboné et en croissance, c'est possible, 5 novembre 2015[20].
- Entretien avec Pierre-André de Chalendar, introduisant Imperator, Diriger en Grèce et à Rome, de Charles Senard, Les Belles Lettres, février 2017[21].
- Pierre-André de Chalendar, Le Défi urbain. Retrouver le désir de vivre en ville, Odile Jacob, 12 mai 2021.